# Fortificações de Uruguaiana
As Fortificações de Uruguaiana localizavam-se na fronteira com a Argentina, na cidade de Uruguaiana, no estado brasileiro do Rio Grande do Sul.

## História
No contexto da Guerra da Tríplice Aliança (1864-1870), a cidade de Uruguaiana foi ocupada por tropas paraguaias em Agosto de 1865, que ali se fortificaram ligeiramente pelo lado de terra, sustentando-se até à capitulação a 18 de Setembro de 1865 (SOUZA, 1885:130).
Além dessa fortificação ligeira, para defesa da cidade ainda no contexto do mesmo conflito, foram erguidas as seguintes obras de defesa, na região:
- Forte Caxias (Forte Duque de Caxias) - em posição dominante sobre a barranca do rio Uruguai, em alvenaria de tijolos, com capacidade para quatro peças de artilharia (SOUZA, 1885:130). Além de quatro baterias para a artilharia, dispunha de três paiós para pólvora, e um quartel para a tropa externamente, a pouca distância. Tudo se encontrava relativamente conservado em 1886 (GARRIDO, 1940:152).
- Entrincheiramentos - obras destacadas formando sistema destinadas à defesa da parte oriental da cidade, pelo lado da campanha (SOUZA, 1885:130), compostas por duas linhas de entricheiramentos de terra, a primeira com lunetas (vigias), das quais ainda restavam vestígios em 1921, e a segunda com duas lunetas e duas setas (GARRIDO, 1940:152).
- Fortificação do Passo de Sant'Ana - SOUZA (1885) refere que havia ordem, à época (1885), para elevar-se uma nova fortificação, ao sul da cidade, no passo de Santana (op. cit., p. 130). GARRIDO (1940) complementa que, em 1885 foram erguidos três redutos nos altos da Serra a Leste [Oeste?], quase sobre a linha de fronteira, concluídos em 1886, e abandonados ao final do Império (op. cit., p. 153).